# Cortes de Barcelona (1519)

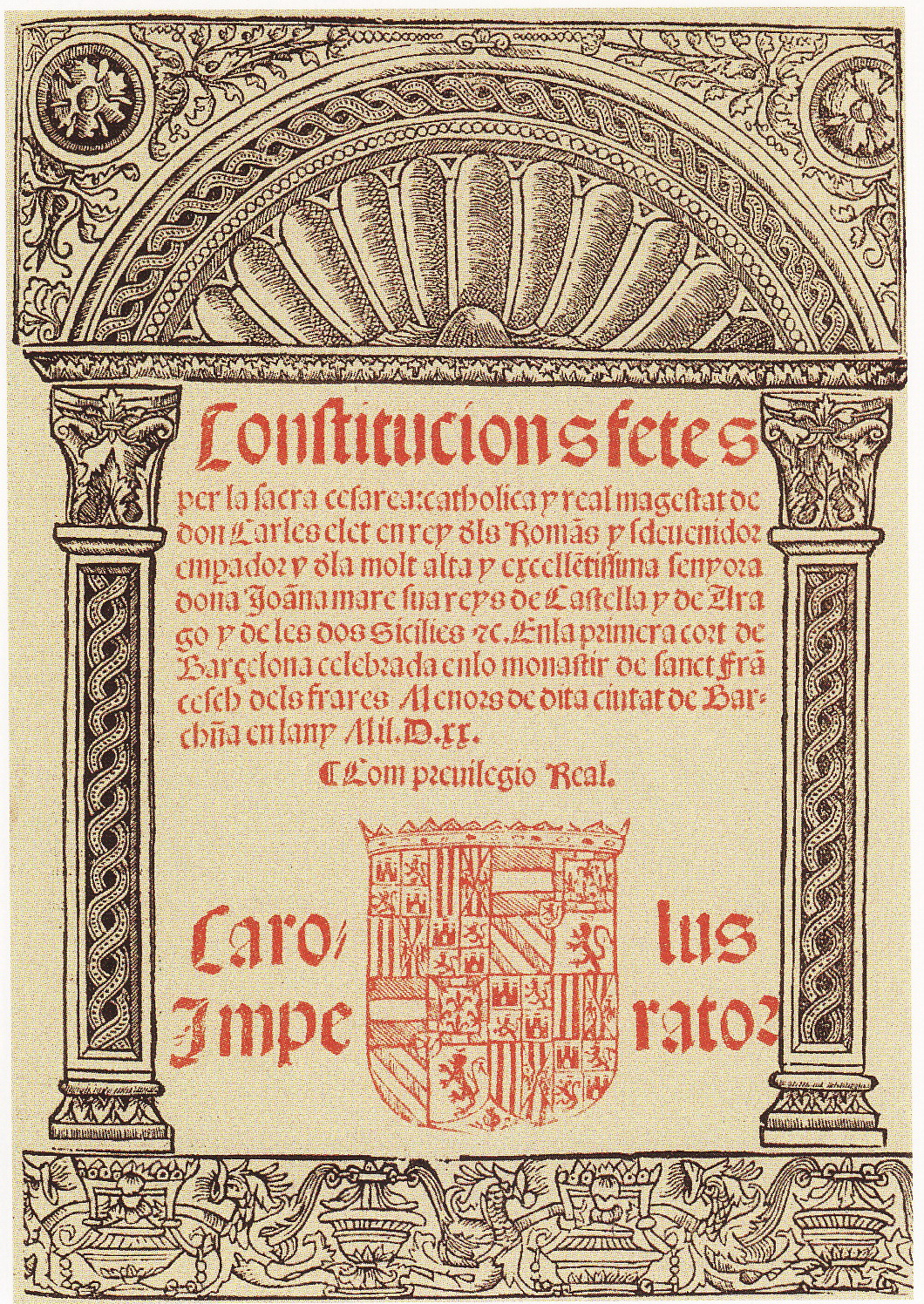
Constituciones de la Cortes de 1520.

Las Cortes de Barcelona de 1519-1520 fueron presididas por el rey Carlos I. 
La convocatoria fue polémica. En Lérida, Carlos juró los fueros catalanes el 28 de enero de 1519, y entró en Barcelona el 15 de febrero, inaugurándose la Cortes al día siguiente. Pero como la primera jura había sido objetada por los síndicos de la Generalidad y por la ciudad de Barcelona, por tanto, Carlos se avino a realizar un nuevo juramento el 16 de abril de 1519 en el que se incluía con su madre Juana la Loca, y convocar las Cortes nuevamente para el 12 de mayo de 1519.
El 11 de agosto de 1519 se estudió la compatibilidad de la Generalidad y se detectaron irregularidades por lo que respecta a las deudas de los oficiales con la institución, ni se cumplía el reglamento aprobado en las Cortes de Monzón de 1512.
Se aprobaron treinta y cuatro constituciones, la mayoría relativas a legislación jurídica y de funcionamiento de las instituciones de justicia, y diecinueve capítulos de corte que versaban sobre una excepción de impuestos para Nápoles. Se reiteró el libre comercio con Orán, Argelia y otros estados en manos de los turcos. Algunas medidas proteccionistas con la prohibición de sacar animales de Calatuña, Rosellón y Cerdaña o que solo los vasallos de la corona podían fletar con sal, esparto, lana y trigo. En total, una serie de cambios internos en la Generalidad con tal de tener más control económico, entre los que destacan la obligatoriedad de asistir a su oficina todos los días laborales y que los oyedores tenían la obligación de auditar todas las cuentas y pedirlas a los diputados salietnes, durante el primer año de cada nuevo trienio.
Las Cortes concluyeron el 23 de enero de 1520.